# Zaimîșce, Borîspil
Zaimîșce (în ucraineană Займище) este un sat în comuna Dudarkiv din raionul Borîspil, regiunea Kiev, Ucraina.

## Demografie
Componența lingvistică a localității Zaimîșce
     Ucraineană (88,64%)
     Rusă (11,36%)
Conform recensământului din 2001, majoritatea populației localității Zaimîșce era vorbitoare de ucraineană (88,64%), existând în minoritate și vorbitori de rusă (11,36%).